# Union démocratique (groupe parlementaire)
Pour les articles homonymes, voir Union démocratique.
L'Union démocratique (UD) est le nom de deux groupes parlementaires français ayant existé à la Chambre des députés sous la Troisième République.

## Premier groupe, centriste (1882-1885)
Issue de la transformation de la Gauche républicaine le 3 février 1882 après la chute du Grand ministère, il rassemble entre 1882 et 1885 les républicains modérés proches de Jules Ferry et de Charles de Freycinet ainsi que les dernier membres du Centre gauche. La principale différence avec le groupe de l'Union républicaine vient du fait que cette dernière regroupe les fidèles de Léon Gambetta. Le 13 mai 1882, Sadi Carnot est élu président du groupe parlementaire.
Il s'agit alors du second groupe politique à la Chambre des députés, avec environ 170 membres. 
Républicains de gouvernement, ses membres soutiennent tous les ministères qui se sont succédé de 1882 à 1885.
Ils sont concurrencés sur leur gauche par l'Extrême gauche radicale de Clemenceau, la Gauche radicale de René Goblet, l'Union républicaine et, sur leur droite, par le Centre gauche et l'Union des droites.
Après le fort recul subi aux élections législatives de 1885, les membres de l’Union démocratique forment l'Union des gauches avec l'Union républicaine gambettiste. Le groupe réunit alors 200 membres.

## Deuxième groupe, plutôt à gauche (1902-1910)
Plus tardif et beaucoup plus proche des radicaux, le second groupe de l'Union démocratique est créé en 1902 pour faire suite à l'Union progressiste, d'esprit gambettiste.
Il regroupe les républicains modérés qui soutiennent le gouvernement Pierre Waldeck-Rousseau.
Mais en 1905 les plus fidèles soutiens d'Émile Combes procèdent à une scission pour former le groupe de la Gauche démocratique. 
Il ne compte alors plus qu'une cinquantaine de députés, naviguant entre opposition et soutien modéré au gouvernement.
En 1910, alors que la double appartenance est refusée par la plupart des autres groupes, il disparait.